# 馬庫斯·祖特納
馬庫斯·祖特納（德語：Markus Suttner；1987年4月16日—）是一位奧地利足球運動員，在場上的位置是後衛或左後衛。現效力於奧超球會奧地利維也納。